# Raimond II de Soliers
Raimond II de Soliers (ou Solliès) fut évêque de Marseille de 1122 à 1151.

## Biographie
Le choix des chanoines d’élire Raimond II, évêque de Marseille, qui appartenait à une branche cadette des vicomtes de Marseille mais privée du titre vicomtale, témoigne d’un choix de compromis. Bien qu’homme de conciliation, le conflit avec la famille des vicomtes de Marseille se poursuit. 
Il continue l’œuvre de son prédécesseur Raimond Ier. Pons de Peynier lui promit fidélité pour les fiefs qui le faisait son vassal. Il reconnut la seigneurie de la ville haute de Marseille et le droit absolu de l’évêque sur le château de Roquebarbe.